# ゼータ・カンパニー
株式会社ゼータ・カンパニーは、東京都渋谷区にある映像制作会社である。

## 概要
イベント映像や商品プロモーション映像、教育用ビデオ、各種マニュアルビデオなど様々な業界の企業用映像をプロデュースしている。
広告用のスタイリッシュな作品から、社内用教育ビデオまで幅広い作品を手掛けている。
| スタブアイコン | サブスタブ | この項目は、まだ閲覧者の調べものの参照としては役立たない、企業に関連した書きかけの項目です。この項目を加筆・訂正などしてくださる協力者を求めています（PJ:経済）。 |